# Ауфантис, Йоргос
Йо́ргос Ауфанти́с (греч. Γιώργος Αϋφαντής; род. 1955, Афины) — греческий дипломат, чрезвычайный и полномочный посол Греции в Финляндии (с 2017).

## Биография
Родился в 1955 году в Афинах. Окончил юридический факультет Афинского университета и продолжил своё образование во Франции.
В 1985 году был принят на дипломатическую службу в Министерство иностранных дел Греции и работал в различных департаментах МИДа Греции в Афинах, в том числе в дипломатическом кабинете премьер-министра Андреаса Папандреу, в отделе НАТО, а также отделе по правам человека и других.
С сентября 1994 года по сентябрь 1996 года был консулом в Генеральном консульстве Греции в Бухаресте.
С октября 1997 года по август 2000 года был постоянным представителем Греции при Совете Европы в Страсбурге, Франция.
С сентября 2000 года по август 2004 года работал в посольстве Греции в Оттаве, Канада, в качестве политического советника и заместителя посла.
С мая 2006 года по октябрь 2008 года занимал должность заместителя директора департамента Ближнего Востока (А6).
8 ноября 2008 года занял должность генерального консула в Генеральном консульстве Греции в Ванкувере.
До 2016 года был чрезвычайным и полномочным послом Греции в Иране.
В 2017 году был назначен чрезвычайным и полномочным послом Греции в Финляндии. 5 сентября 2017 года вручил верительные грамоты президенту Финляндии Саули Нийнистё.